# Woodstock (Oxfordshire)
Woodstock – miasto i civil parish w Anglii, w regionie South East England, w hrabstwie Oxfordshire, w dystrykcie West Oxfordshire. Leży nad rzeką Glyme, 13 km na północ od Oksfordu i 95 km na północny zachód od Londynu. W 2011 roku civil parish liczyła 3100 mieszkańców.
Woodstock zostało wspomniane w Domesday Book (1086) pod nazwą Wodestoch. W bezpośrednim sąsiedztwie miasta znajduje się Blenheim Palace, XVIII-wieczna rezydencja zbudowana dla Johna Churchilla, księcia Marlborough. Wśród jej późniejszych mieszkańców był m.in. premier Wielkiej Brytanii, Winston Churchill.